# LMG-806
A LMG-806 é uma rodovia mineira situada em Ribeirão das Neves, na Região Metropolitana de Belo Horizonte. O ponto inicial da rodovia fica localizada na regional sede do município, no entroncamento com a Rua Ari Teixeira da Costa, enquanto que o ponto final fica localizado no distrito de Justinópolis, mais especificamente no encontro com a Avenida Denise Cristina da Rocha. A via é uma das principais ligações entre o município da Grande BH e a capital mineira.

## Relevância Econômica
O volume médio diário de veículos que trafegam na LMG 806 é de 17 mil por dia, segundo dados do DEER/MG. Por ser uma malha urbana, a LMG-806 é apontada pela Prefeitura Municipal de Ribeirão das Neves como de grande importância econômica para a cidade. Em todo o município, atualmente estão registradas aproximadamente mais de 18.000 empresas.
A estrada tem grande importância também para moradores e pessoas que se deslocam na RMBH. Conforme afirma a Secretaria de Estado de Transportes e Obras Públicas (Setop), a via é utilizada por nove linhas alimentadoras de ônibus metropolitano, que se deslocam dos bairros de Ribeirão das Neves até o Terminal de Justinópolis, e mais três linhas que fazem o itinerário até Venda Nova (totalizando 12 linhas), com uma média diária de 21 mil passageiros.
A Prefeitura Municipal de Ribeirão das Neves informa ainda que, referente ao ano de 2016, passaram pela via cerca de 6,5 milhões de veículos, sendo aproximadamente 701 mil motos, 5,2 milhões de veículos de pequeno porte, 227 mil veículos de médio porte e 340,8 mil de grande porte, sendo o maior pico de passagens de veículos na rodovia foi registrado em dezembro, com 602,3 mil.

## Catástrofe em 2016
Um trecho da rodovia foi destruído pelas fortes chuvas que atingiram a cidade, no dia 14 de dezembro de 2016. Duas crateras se abriram na via, onde um caminhão caiu, matando quatro pessoas inclusive uma criança.
No momento do acidente, o trânsito fluía normalmente na rodovia quando o volume de água do córrego que passa sob o km 6, na altura do Bairro Monte Verde, subiu com a chuva forte e arrebentou as manilhas posicionadas embaixo da rodovia, entre 3h30 e 4h. A água arrastou um pedaço da estrada, que desmoronou criando um vão livre e interditando completamente o tráfego.
A prefeitura culpou a falta de investimentos e monitoramento por parte do Governo Estadual, pois a rodovia é de responsabilidade do Departamento de Edificações e Estradas de Rodagem de Minas Gerais (DEER/MG).